# Charles Mangon de La Lande
Pour les articles homonymes, voir Mangon (homonymie) et La Lande.
Charles Florent Jacques Mangon de La Lande est un antiquaire, historien et archéologue français né à Roye le 1er février 1770 et à mort à Paris le 10 juin 1847.

## Biographie
Charles Mangon de La Lande est le fils de Louis Jacques Mangon de La Lande (1733-1794), receveur des domaines du roi et contrôleur des actes des notaires de Roye, et de Charlotte Renée Antoinette Hannicque (1738-?).
Il entre dans l'administration des Domaines et de l'Enregistrement après des études de droit à Paris. Surnuméraire le 6 mars 1789, il succède à son père, est nommé receveur de l'Enregistrement et des Domaines le 12 avril 1791, vérificateur le 10 août 1796 dans le Pas-de-Calais et la Somme, inspecteur le 11 février 1799 et exerce successivement dans les départements de l'Ourthe, du Nord, du Pas-de-Calais, de la Vendée, de la Seine-Inférieure, de la Haute-Loire, du Loiret, de l'Aisne et finalement comme inspecteur de première classe dans le Calvados. Il est nommé directeur de l'Enregistrement et des Domaines le 15 septembre 1832 à Guéret puis dans le département de la Vienne, à Poitiers, en décembre 1833. Il prend sa retraite en mai 1840.
Ses premiers travaux d'archéologie datent de 1818-1820. Dans ses différentes nominations successives dans le Nord, puis dans le Centre et l'Ouest de la France, il a mené des études d'archéologie locale qui ont reçu des mentions honorables décernées par l'Académie des inscriptions et belles-lettres. Il a essayé de démontrer pendant son séjour à Saint-Quentin de démontrer que le nom de sa ville à l'époque gallo-romaine était Augusta Veromanduorum qui avait été donné au camp de Vermand par des quelques écrivains, mais aussi Samarobriva que se disputaient Amiens et Douai. Il a répondu par d'autres mémoires à des contestations. Ce mémoire a reçu une mention honorable de l'Académie des inscriptions et belles lettres, et le rapporteur de la Société de géographie a reconnu que Samarobriva était bien située à Saint-Quentin.
Pendant son séjour à Bayeux en 1829, il a écrit un Mémoire sur les antiquités des peuples de Bayeux, publié par la Société des antiquaires de Normandie dont il était membre. Il a été un disciple d'Arcisse de Caumont. Il a rédigé un mémoire, resté manuscrit, Examen critique d'un mémoire sur les mesures itinéraires employées par César dans ses commentaires sur la guerre des Gaules. Ce texte a reçu les éloges de l'Académie des inscriptions et belles-lettres, le 3 août 1832. Il a été le rapporteur de la commission qui avait formé la Société d'agriculture, belles-lettres, sciences et arts de Poitiers et la Société des antiquaires de Normandie pour obtenir la sauvegarde du baptistère Saint-Jean de Poitiers que l'administration voulait détruire.
Il a fondé en 1834 la Société des antiquaires de l'Ouest, avec des amis de la Société académique d'agriculture, belles-lettres, sciences et arts de Poitiers qui avait été fondée en 1818.
Le 25 mai 1840, le ministre de l'intérieur l'a nommé inspecteur des monuments historiques pour le département de la Manche et correspondant de son ministère. En 1845, il a reçu une médaille de bronze pour son action pour la conservation des monuments du Mont-Saint-Michel. Il a été nommé par le ministre correspondant des comités historiques. Il s'est retiré à Avranches auprès d'un de ses fils. Il a continué écrire dans les Mémoires et les Bulletins de la Société des antiquaires de l'Ouest. Il est tombé malade à Avranches et a décidé de se retirer auprès de son fils aîné, à Paris, où il est mort, le 10 juin 1847, après avoir terminé la rédaction de l’Histoire de l'empereur Julien.
Il est membre de plus de vingt sociétés savantes, dont :
- Société des sciences, arts et belles-lettres de la ville de Saint-Quentin, dont il est président en 1828, puis président d'honneur
- Comité des travaux historiques et scientifiques : membre correspondant (1835-1845),
- Société académique des antiquaires de la Morinie : membre honoraire à Poitiers (1835-1838), puis à Avranches (1839-1840),
- Société des antiquaires de l'Ouest : membre fondateur et président en 1834,
- Société des antiquaires de Normandie,
- Société des sciences naturelles, archéologiques et historiques de la Creuse : membre fondateur en 1832,
- Société nationale des antiquaires de France : membre associé ;
- Société d'Avranches.

Charles Mangon de la Lande est également connu pour son engagement maçonnique : reçu Apprenti le 1er mars 1795 au sein de la loge "Le Temple du Silence" à l'orient de Roye, il en devient le Vénérable Maître en 1798. Affilié l'année suivante à "La Parfaite Union" de Douai, il en est le Vénérable de 1801 à 1814.
Muté à Bourbon-Vendée (La Roche-sur-Yon) en 1815, il y fonde le 15 novembre 1818 la loge "L'Heureuse Réunion" installée le 1er mars 1819. Il est le premier Vénérable de l'atelier.
Auteur de multiples poésies, chansons et cantiques maçonniques, il obtient en 1805 un premier prix au concours de littérature philanthropique et maçonnique organisé par la loge de Calais et rédige une Défense et apologie de la franc-maçonnerie éditée (anonymement) en 1814.
Charles Mangon de la Lande était titulaire de plusieurs hauts grades maçonniques : Rose-Croix des rites "français" et d'Hérédom de Kilwinning, Grand Inspecteur, Grand Écossais, membre depuis 1801 de l'"Académie des Sublimes Maîtres de l'Anneau Lumineux" qu'il présidera de 1819 à 1835.

## Famille
Louis Jacques Mangon de La Lande marié avec Charlotte Renée Antoinette Hannicque
Charles Mangon de La Lande marié avec Adrienne Françoise Charlotte de Bazon de Montbéraut
Amédée Charles Louis Mangon de La Lande (1793-1879), général de brigade, commandeur de la Légion d'honneur marié à Caen, en 1825, avec Henriette Herminie Sophie Le Grip (1801-1873) ;
Charles Mangon de La Lande (1826- ), commis principal au ministère de la guerre, chevalier de la Légion d'honneur, marié en 1863 avec Andriette Gabrielle Victoire de Naylies ( |† vers 1890)
Jules Mangon de La Lande (1831-1870), capitaine d'état-major, chevalier de la Légion d'honneur
Alphonse Louis Charles Mangon de La Lande, marié avec Fanny Lambert
Émile Mangon de La Lande (1834- )

## Distinction
- Chevalier de la Légion d'honneur le 8 mars 1839[5].

## Publications
- Dissertation sur Samarobriva, ancienne ville de la Gaule, Tilloy imprimeur-libraire, Saint-Quentin, 1825 (lire en ligne)
- Essais historiques sur les antiquités du département de la Haute-Loire, Tilloy imprimeur-libraire, Saint-Quentin, 1828
- Mémoire en réponse au rapport fait à la Société académique de Douai sur l'ouvrage intitulé : "Dissertation sur Samarobriva", Tilloy imprimeur-libraire, Saint-Quentin, 1827 (lire en ligne)
- Mémoire en réponse à celui de Mr Rigollot, sur l'ancienne ville des Gaules, qui a porté le nom de Samarobriva, Tilloy libraire-imprimeur, Saint-Quentin, Saint-Quentin, 1827 (lire en ligne)
- Mémoire en réponse, ou Quatrième dissertation sur Samarobriva, ancienne ville de la Gaule, Imprimerie de Tilloy, Saint-Quentin, 1829 (lire en ligne)
- « Fouilles de Vermand. Mémoire sur les fouilles du camp romain de Vermand, de 1826 a 1828 », présenté à la Société académique de Saint-Quentin le 13 août 1828 ;
- Mémoire sur l'antiquité des peuples de Bayeux, Imprimerie C. Groult, Bayeux, 1832 (lire en ligne)
- Notice sur Langlois de Belestat, imprimerie de F.-A. Saurin, Poitiers (lire en ligne)
- Dissertation sur le tombeau romain de Varenilla, Société des antiquaires de l'Ouest, séance publique du 27 août 1835, Poitiers
- Recherches et preuves concernant l'existence de la ville gauloise de "Limonum", sur l'emplacement de la ville actuelle de Poitiers, imprimerie de F.-A. Saurin, Poitiers
- Les arènes de Poitiers, imprimerie de F.-A. Saurin, Poitiers
- Mémoire sur les thermes romains d'Évaux, département de la Creuse, imprimerie de F.-A. Saurin, Poitiers
- Essai historique sur les antiquités du département de la Haute-Loire, Saint Quentin, 1826